# Ritratto virile a figura intera
Ritratto virile a figura intera è un dipinto a olio su tela (201 × 92 cm) del Moretto, datato 1526 e conservato nella National Gallery di Londra.
Il dipinto è, quasi sicuramente, il primo ritratto in piedi e a grandezza naturale nella storia dell'arte e, risalendo al 1526 come dimostra l'inequivocabile datazione, si pone molto prima dei ritratti di questo genere eseguiti da Tiziano, che condizioneranno poi il nuovo filone artistico. Confluito nella galleria londinese nel 1876 dalla Collezione Fenaroli Avogadro di Brescia, il ritratto è anche testimonianza dell'ormai raggiunta maturità artistica del Moretto, in grado di utilizzare luci e ombre per rendere al meglio il contenuto delle sue opere.

## Storia
Il dipinto si trovava in origine nella Collezione Fenaroli di Brescia, dalla quale fu acquistato nel 1876 dal collezionista milanese Giuseppe Basilini. Già pochi mesi dopo, però, figura in possesso della National Gallery di Londra: il "National Gallery Report" del 1876 lo segnala come proveniente da Casa Fenaroli su vendita del Basilini assieme ad altre tre opere, il tutto acquistato per 5000 sterline. Era già dagli anni cinquanta del secolo, comunque, che gli agenti della galleria londinese mostravano un assiduo interesse per i ritratti dei Fenaroli nei loro periodici viaggi in Italia: ciò è emerso, ad esempio, dai diari manoscritti di Charles Lock Eastlake, resi noti durante il Novecento.
Prima di queste vicende si ha un solo documento che parli del dipinto, cioè un'annotazione nei manoscritti di Karl Friedrich von Rumohr, che visitò la Collezione Fenaroli prima del 1832. Quasi sicuramente, però, l'opera va riconosciuta in uno dei due ritratti al naturale in piedi del Moretto appartenenti alla Collezione Avogadro di cui parla Giovanni Battista Carboni nel 1760: all'inizio dell'Ottocento la Collezione Avogadro confluì, per eredità, nella Fenaroli e, difatti, in questa il ritratto è inventariato per la prima volta nel 1820. Resta comunque ignota la committenza originale, anche se, a questo punto, è facilmente ascrivibile alla stessa famiglia Avogadro. Giunto a Londra nel 1876, quindi, il dipinto è ancora oggi esposto alla National Gallery, nella Central Hall, accanto ad altre opere del Moretto.

## Descrizione
Il dipinto raffigura un gentiluomo di circa trent'anni, in posizione eretta e tranquilla, vestito con abiti dai ricchi tessuti. Il berretto che porta sul capo reca un medaglione con la figura di san Cristoforo. La mano sinistra, invece, regge l'elsa della spada che scende ai suoi fianchi. L'uomo è posto entro un contesto architettonico, del quale si scorge un piedistallo in basso a sinistra sorreggente una colonna o una lesena. Alle sue spalle, invece, oltre un arco si apre un paesaggio collinare, con un villaggio fortificato posto sul declivio e circondato da alcuni alberi. Il personaggio appoggia i piedi su un gradino, sul quale è chiaramente leggibile la data M.D.XXVI., mentre il resto della figura è quasi completamente in ombra. Non vi sono elementi che contribuiscono a chiarire l'identità del soggetto raffigurato, che resta pertanto ignoto. Se si assume per vera l'ipotesi che il dipinto ritragga un membro della famiglia Avogadro, però, questi potrebbe essere Gerolamo II Avogadro, morto nel 1534: nel 1526, a quanto traspare dai documenti, era l'unico esponente maschile della famiglia.

## Stile
La particolarità del dipinto sta nel fatto che, quasi sicuramente, si tratta del primo ritratto a figura intera nella storia dell'arte. Giorgio Vasari, nelle sue Vite de' più eccellenti pittori, scultori e architettori, afferma che la pratica di dipingere ritratti in questo modo a grandezza naturale fu inaugurata da Tiziano. Cecil Gould, vicedirettore della galleria londinese tra il 1946 e il 1978, si occupa a fondo della questione in due studi nel 1962 e nel 1975, rilevando come Tiziano abbia fatto molto più di qualsiasi altro pittore per sviluppare questa pratica e come sia stato essenzialmente il suo esempio a condizionare il successivo sviluppo del genere. Giorgio Vasari indica come prototipo il Diego di Mendoza, ritratto eseguito da Tiziano nel 1541. In realtà, il primo ritratto in piedi e a grandezza naturale del pittore è il Carlo V con cane, oggi al Museo del Prado e databile al 1532. Questo del Moretto, invece, è di sei anni precedente e, pertanto, è il più antico ritratto in piedi attualmente noto. György Gombosi, nella sua monografia sul Moretto del 1943, afferma con sicurezza questa assoluta priorità, ipotizzando però che lo spunto venga dall'arte tedesca, sebbene nel ritratto non si rilevi alcun influsso tedesco: "siamo qui ancora al centro del periodo aureo dell'alto Rinascimento e l'arte classica conserva ancora nella Lombardia veneziana la sua completa integrità di stile. In questo ritratto di gentiluomo, di una scioltezza passiva, tutto è visto con occhio puramente veneziano: il motivo della posizione eretta, con la gamba flessa che poggia e il fianco sporgente, il morbido inclinarsi di un lato del busto, l'estasiato volgere in alto del capo e la mano che pende con la giuntura rilassata". Anche Camillo Boselli, nel 1954, parla di una "novità sorprendente per il taglio a figura intera, mitico progenitore di una serie famosa di ritratti dal Moroni al Veronese, al Caravaggio".
L'importanza del dipinto all'interno del percorso di formazione artistica del Moretto è individuata ancora dal Boselli: "se noi osserviamo bene la figura di Londra, vi affermiamo un tal respiro luminoso nella impaginatura ampia dell'ombra che penetra sicuramente giuocata in ogni incavo, in ogni modanatura, come se corresse a folate bianche lungo gli spigoli". Osservando infine "come l'ombra si addensi soffice nell'angolo per abbracciare discreta la lunga sagoma aperta, come ampio pipistrello, del cavaliere e come in contrasto si ritiri dal gradino, lasciandovi solo un alito, schiacciata sotto la scura scarpa, per permettere la politezza della scritta", il Boselli conclude per una "maturità luminosa" del Moretto, della quale è debitore a Giovanni Gerolamo Savoldo e Lorenzo Lotto. Si nota una incongruenza nella posizione dei piedi del personaggio: essi sono posizionati a fianco del lato posteriore del basamento della colonna, mentre il gomito è poggiato sul lato anteriore di detto basamento, il che avrebbe obbligato il personaggio a piegarsi alquanto in avanti.
Cecil Gould, nello studio del 1975 di cui si è già parlato, informa di un restauro, condotto tra il 1970 e il 1971, che ha rivelato un pentimento nel contorno del volto dell'uomo contro l'arco di sfondo.